# Багаевка
Багаевка — село в Саратовском районе Саратовской области России. С 1 января 2022 года входит в состав городского округа Саратова.

## История
Деревня Багаевка была основана в XVII веке переселенцами из центральной России. Поселение было известно своими плодородными садами. В 1859 году в селе проживали 312 мужчин и 297 женщин, а в 1911 году в деревне насчитывалось 318 дворов, 833 мужчины и 801 женщина. Административно Багаевка относилась в Александровской волости Саратовского уезда. В селе возделывали почти исключительно пшеницу, а также в небольших количествах подсолнечник, рожь и просо. В 1883 году в селе была открыта земская школа, так же в Багаевке действовала паровая мельница.
Национальный состав в дореволюционный период — русские, вероисповедание — православие.
В советский период Багаевка стала центром Багаевского сельсовета. Часть упразднённой Александровской волости вошла в состав Заводского района Саратова, но Багаевка осталась за чертой города. Во времена коллективизации в селе был образован совхоз «Багаевский». В Великую Отечественную войну погибло 93 багаевца. 22 декабря 1966 года была построена новая школа. В ноябре 2009 года был построен Храм Владимирской иконы Божией Матери.

## Физико-географическая характеристика
Село расположено на юге Саратовского района у южного склона Будановой горы, через село проходит речка Багаевка. Расстояние до областного центра составляет 19 км. С областным центром село связано автодорогой с твёрдым покрытием, есть регулярное автобусное сообщение.
| Ближайшие населённые пункты | Ближайшие населённые пункты | Ближайшие населённые пункты |
| --------------------------- | --------------------------- | --------------------------- |
| Северо-запад:               | Север: Александровка        | Северо-восток: Саратов      |
| Запад: Буркин Буерак        |                             | Восток: Сельхозтехника      |
| Юго-запад: Колотов Буерак   | Юг: Красный Текстильщик     | Юго-восток: Хмелевский      |

Часовой пояс
село Багаевка, как и вся Саратовская область, находится в часовой зоне МСК+1. Смещение применяемого времени относительно UTC составляет +4:00.
Уличная сеть
В селе Багаевка двадцать две улицы, среди них улица Блюментальская, Братьев Гримм и Генриха Гейне, также имеется девять проездов: три Мичуринских, пять Школьных и Песочный. К населённому пункту относятся территории двенадцати садовых некоммерческих товариществ и территория фермерского хозяйства.

## Население
| 2002 | 2010  |
| ---- | ----- |
| 1608 | ↘1539 |

В начале 1990-х годов Багаевка стала одним из нескольких населённых пунктов, принявших бывших поволжских немцев (95 семей), пожелавших вернуться в Саратовскую область в рамках государственной программы.

## Инфраструктура

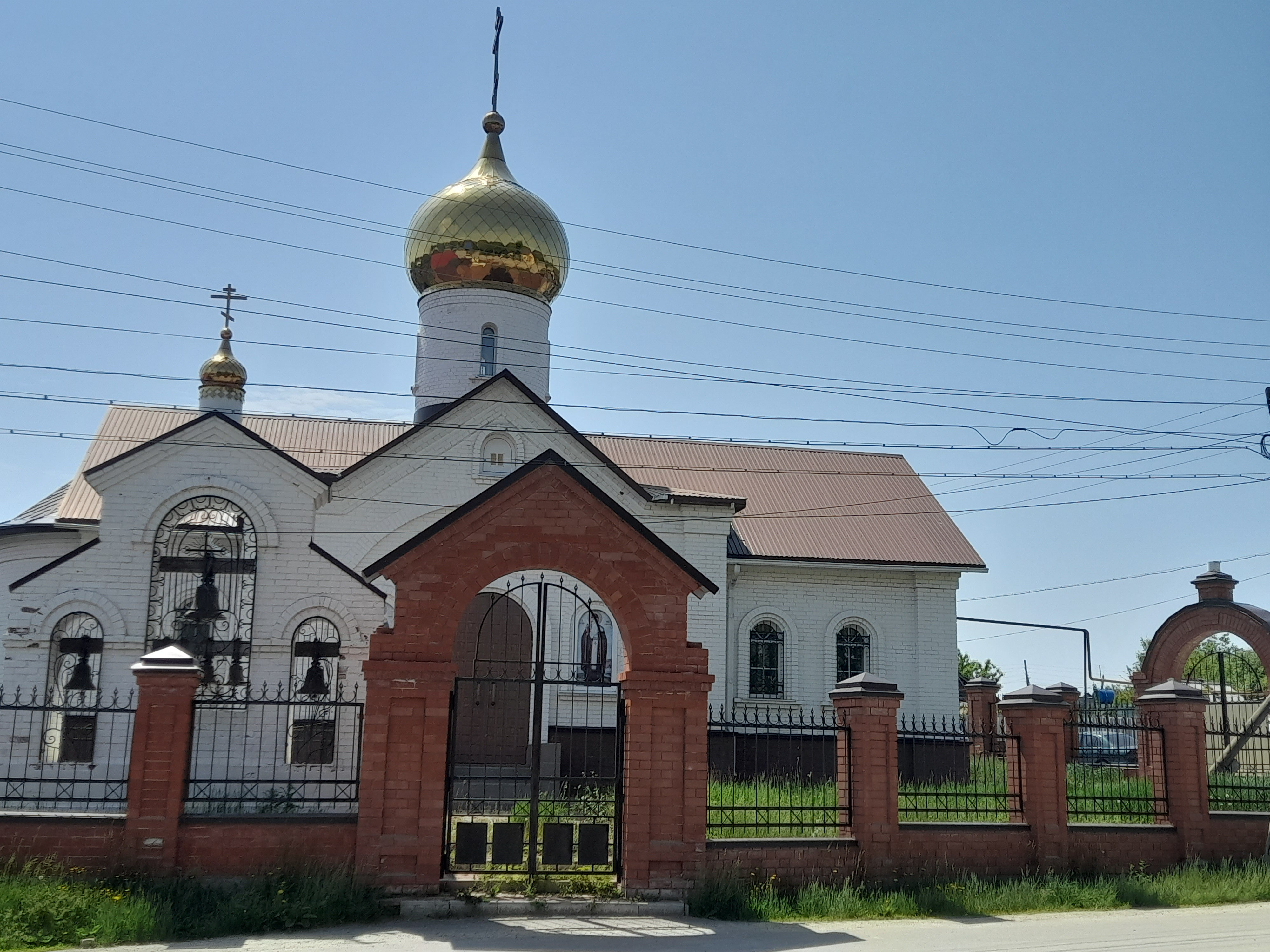
Храм Владимирской иконы Божией Матери

Памятник солдатам-освободителям

В селе осуществляют свою деятельность:
- детский сад «Солнышко»[8],
- средняя общеобразовательная школа[9],
- филиал детской школы искусств,
- отделение связи,
- дом досуга,
- библиотека, книжный фонд которой составляет 4218 экземпляров, оформлена подписка на 20 наименований периодических изданий. Пользуются учреждением 500 человек[10];
- участковая больница и амбулатория.

Багаевка известна в первую очередь своими яблоневыми садами. Также крупными сельскохозяйственными предприятиями работающими на территории населённого пункта являются «Садовое», «Багаевское», «Мальт», действует ремонтно-снабженческая фирма «Багрем».

## Достопримечательности
- В селе действует Храм Владимирской иконы Божией Матери, который был основан 27 ноября 2009 года. Великое освящение храма произошло 6 июля 2011 года его совершил Епископ Лонгин. Около церкви находится мемориал в память о погибших в боях Великой Отечественной войны земляках.[3][11]
- В Багаевке установлен мемориал в память о погибших в боях Великой Отечественной войны земляках. Памятник выполнен в виде скульптуры воина и стены с именами павших.
- Багаевка богата водными объектами, имеется три пруда. Два предназначены для рыбной ловли, а один для отдыха у водоёма[12].
- Буданова гора — памятник природы.[источник не указан 322 дня]

## Транспорт
Из Саратова (стадион «Волга») до пос. Красный Текстильщик ходит автобус 226 с остановкой в селе Багаевка.
Одноимённая железнодорожная станция на ветке Саратов — Петров Вал расположена в нескольких километрах к северу от населённого пункта.

### Пригородное сообщение по станции «Багаевка»
| № поезда | Маршрут движения  | № поезда | Маршрут движения  |
| -------- | ----------------- | -------- | ----------------- |
| 6304     | Аткарск — Карамыш | 6316     | Тарханы — Карамыш |
| 6303     | Карамыш — Тарханы | 6325     | Карамыш — Тарханы |

В 2014 году на территории села Багаевки был организован ежегодный фестиваль «Багаевские яблочки». В 2017 году брендом Саратовского района был определён фестиваль «Багаевские яблочки». 

## Известные уроженцы
- Ермак, Валерий Фёдорович (1942—2013) — крымский политик, руководитель города Симферополь с 1990 по 2006 годы.
- Котлов, Гавриил Семёнович (1791 — после 1912) — участник Великой Отечественной войны 1812 года, долгожитель села.
- Котлов, Николай Васильевич (1922—2009) — лейтенант Рабоче-крестьянской Красной Армии, участник Великой Отечественной войны, Герой Советского Союза (1944).

## Фотогалерея

Виды села
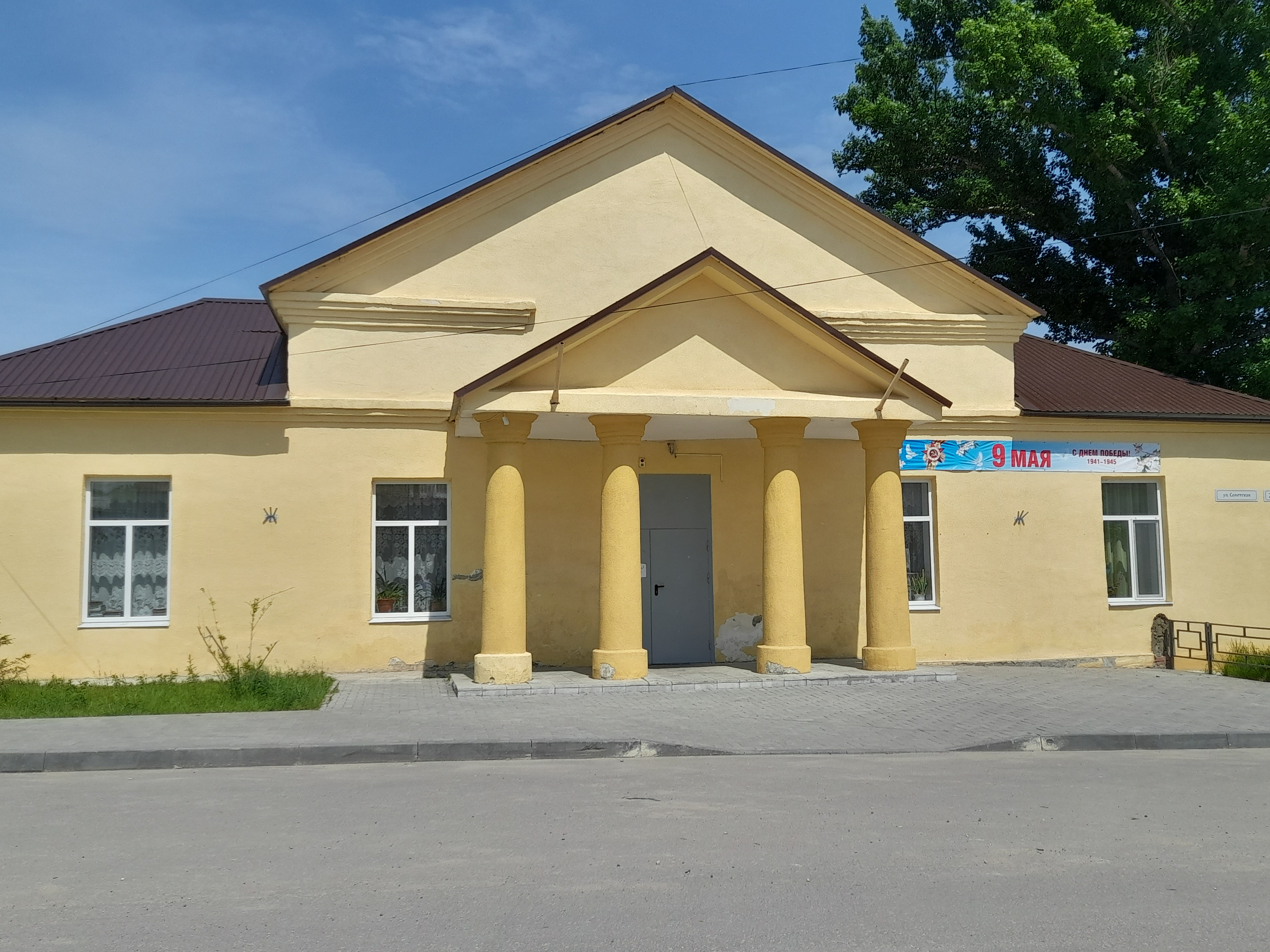
Сельский Дом культуры
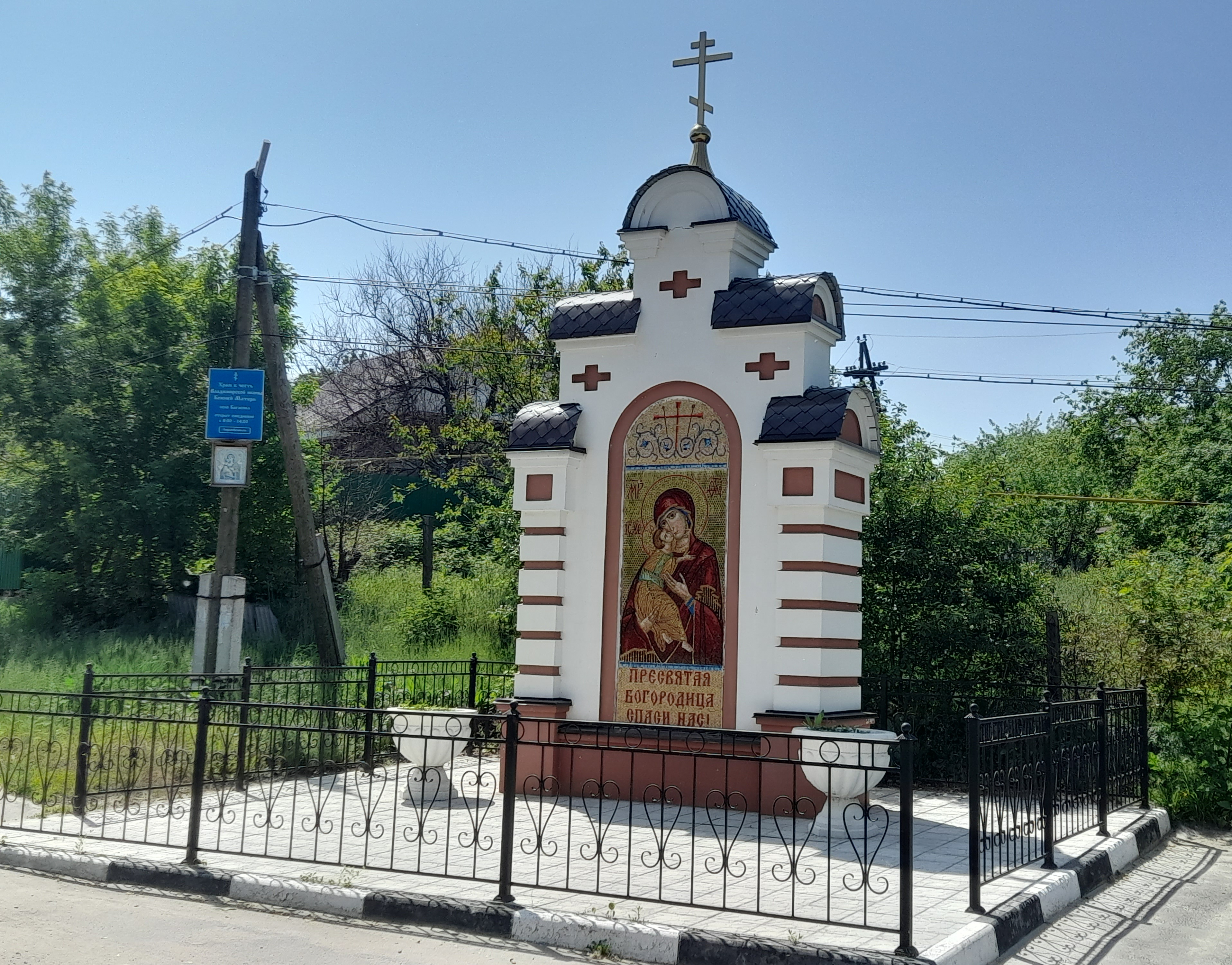
Придорожная икона
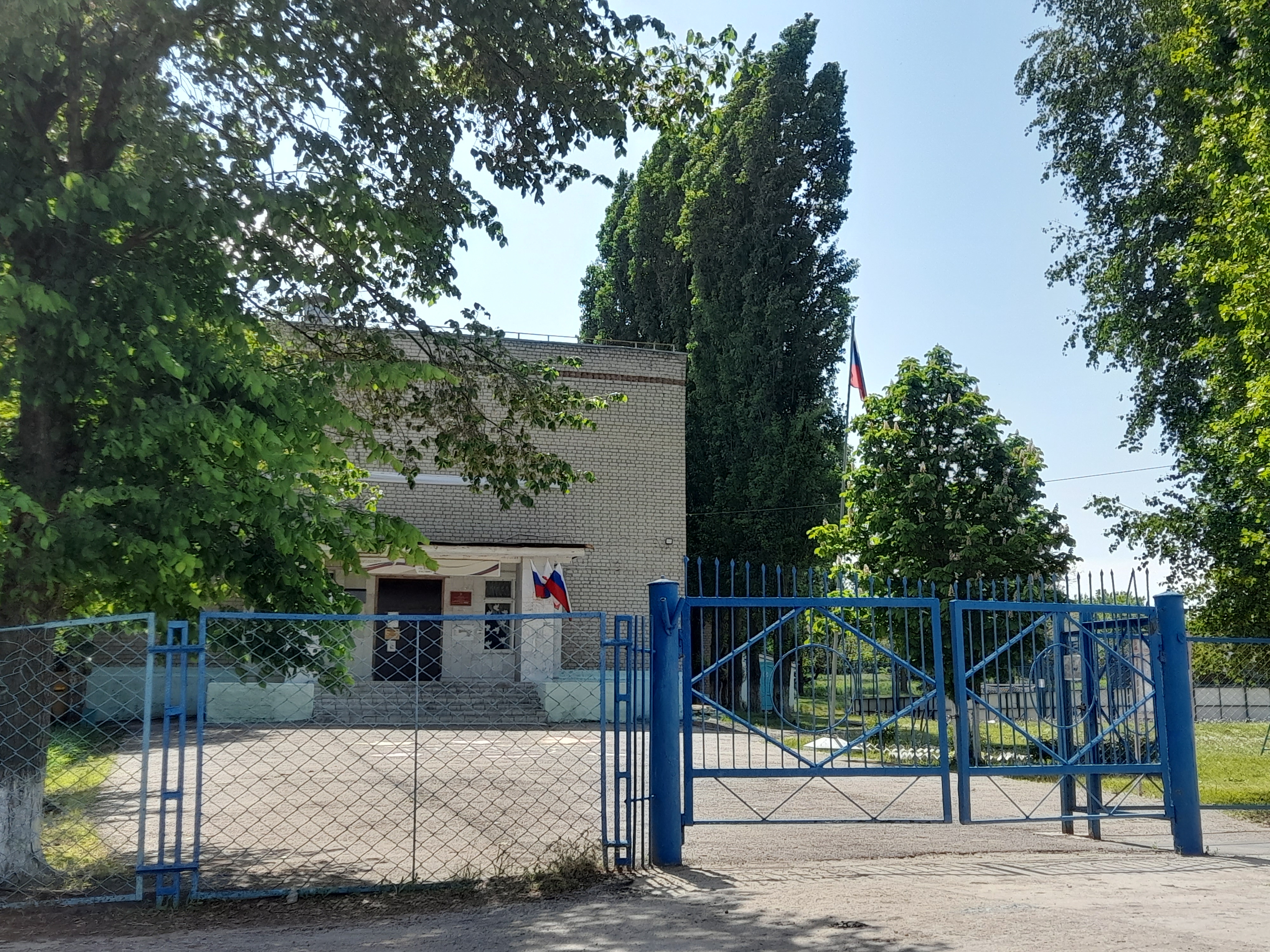
Школа
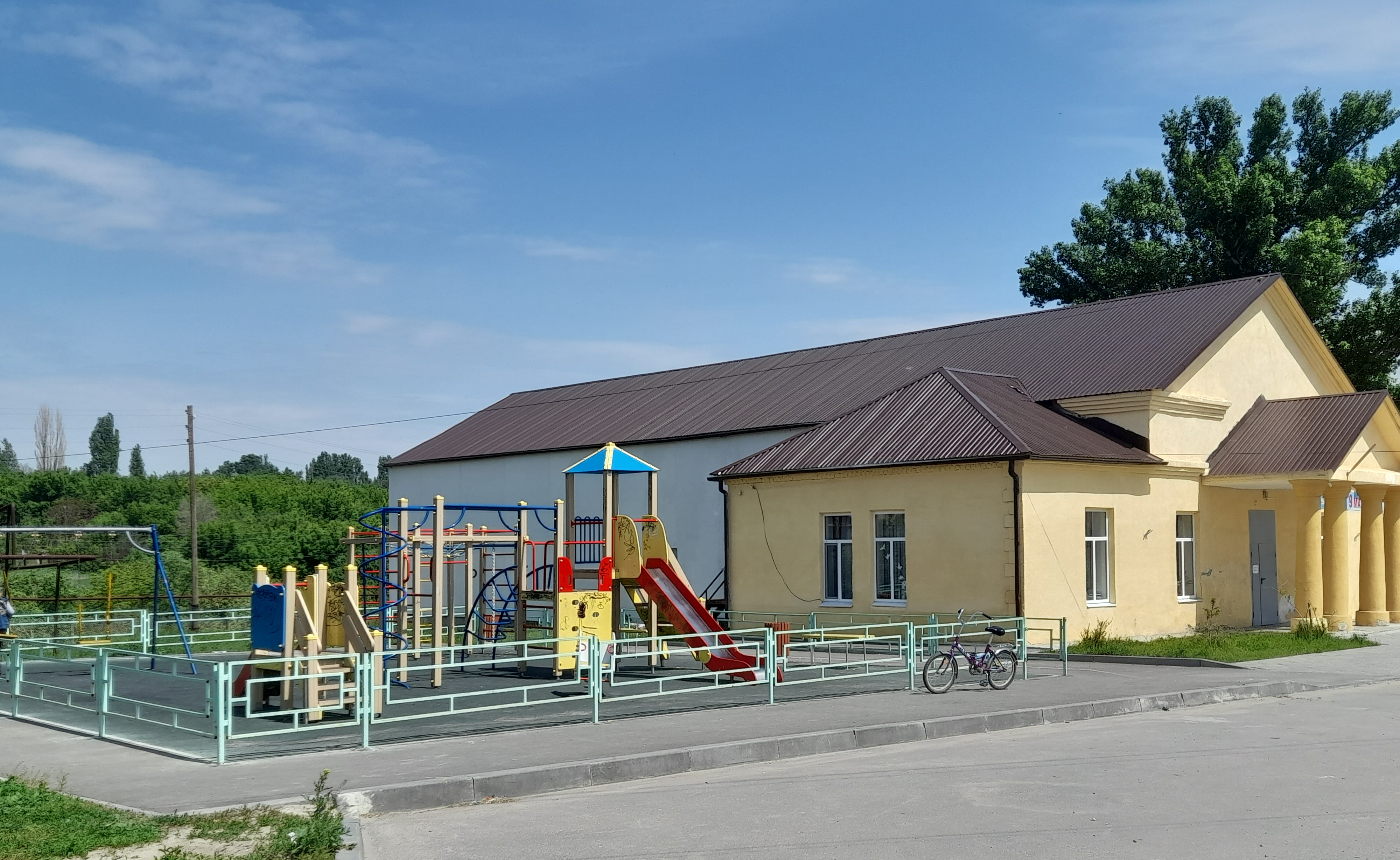
Игровая площадка